# Periscepta
Periscepta là một chi bướm đêm thuộc họ Noctuidae.

## Loài
- Periscepta butleri Swinhoe, 1892
- Periscepta polysticta Butler, 1875